# بيلي ويليامسون (موسيقي)
بيلي ويليامسون (بالإنجليزية: Billy Williamson)‏ هو موسيقي أمريكي، ولد في 9 فبراير 1925 في Conshohocken, Pennsylvania ‏ في الولايات المتحدة، وتوفي في 22 مارس 1996.

## وصلات خارجية
- بيلي ويليامسون على موقع IMDb (الإنجليزية)
- بيلي ويليامسون على موقع الموسوعة البريطانية (الإنجليزية)
- بيلي ويليامسون على موقع ميوزك برينز (الإنجليزية)
- بيلي ويليامسون على موقع أول ميوزيك (الإنجليزية)
- بيلي ويليامسون على موقع ديسكوغز (الإنجليزية)